# Cerro Santa Apolonia
El Cerro Santa Apolonia es un cerro ubicado hacia el suroeste de la Plaza de Armas de Cajamarca en Cajamarca, Perú a escasas dos cuadras y media. Al cerro de Santa Apolonia se le conocía con el nombre Rumi Tiana o "Asiento de Piedra".
Las personas de la cultura chavín fueron quienes modificaron la cima del cerro Santa Apolonia en el año 1200 a. C., Esta cultura construyó plataformas y algunas estructuras subterráneas en el cerro, las cuales fueron usadas como tumbas. Las tumbas que se construyeron en Santa Apolonia eran para personas importantes de Cajamarca. El pueblo de Cajamarca en el siglo VII utilizaba la colina de Santa Apolonia para la adoración a la lluvia, al rayo y también a los astros. Este lugar ha mantenido por muchos siglos como un lugar sagrado exclusivo para la adoración.

## Mirador de Santa Apolonia
El Mirador de Santa Apolonia, está ubicado en el cerro Santa Apolonia donde se puede observar la preciosa vista de la ciudad y todo su esplendor.
En el mirador destacan bellas escalinatas y jardines y una capilla de Santa Apolonia que es celebrada el día de la Virgen de Fátima (13 de mayo). En sus linderos se pueden apreciar aún vestigios de edificaciones pre-inca. 
Desde este lugar se puede observar la influencia española en las edificaciones de tipo religioso de mediados del siglo XVII y principios del siglo XVIII, donde se levantan casas con techo de teja y adobe a dos aguas , muchas de las cuales cuentan con portadas de piedra labrada y los valles verdes que hacen de esta ciudad el lugar preferido para visitar la zona.

## Galería

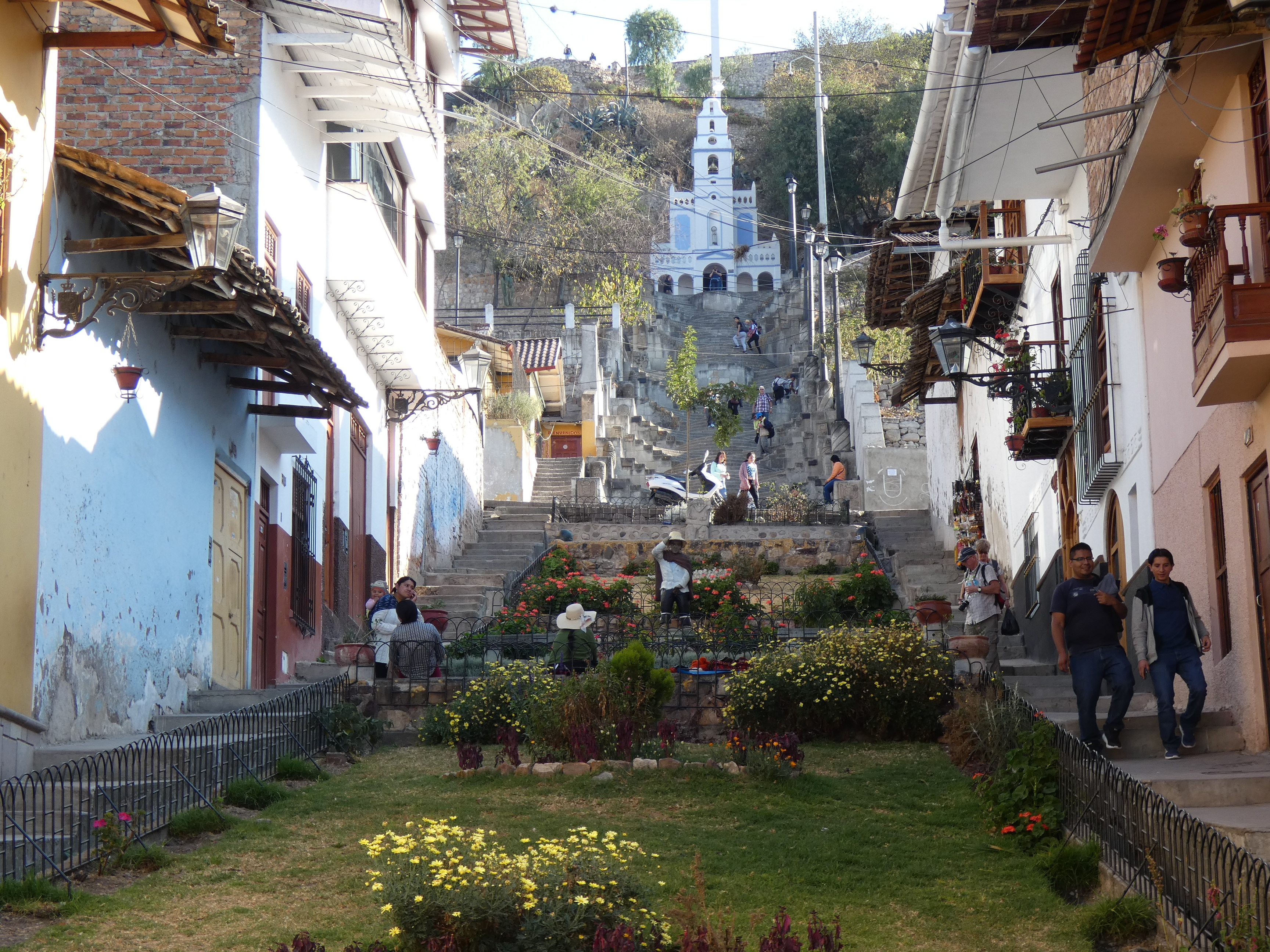
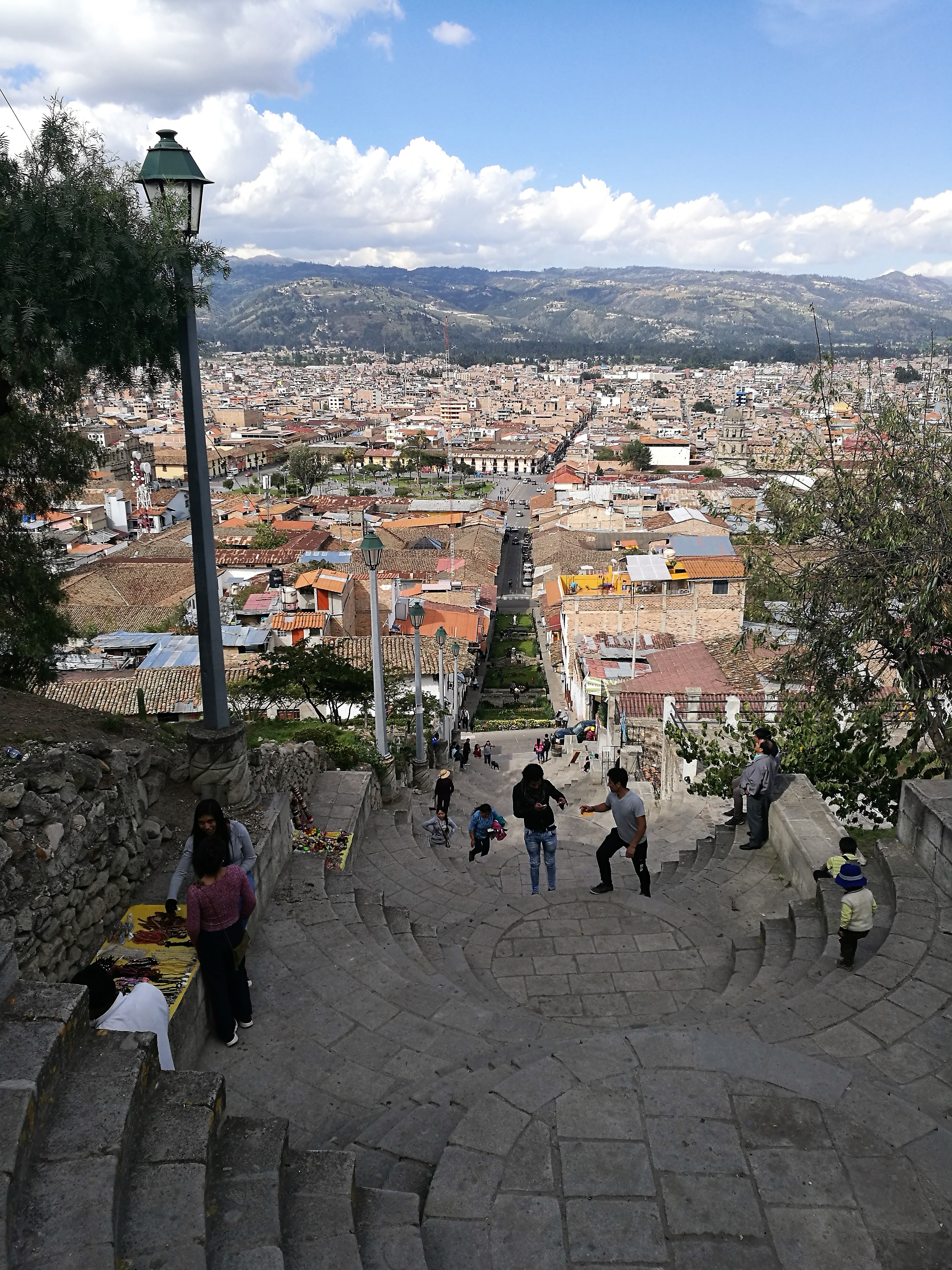
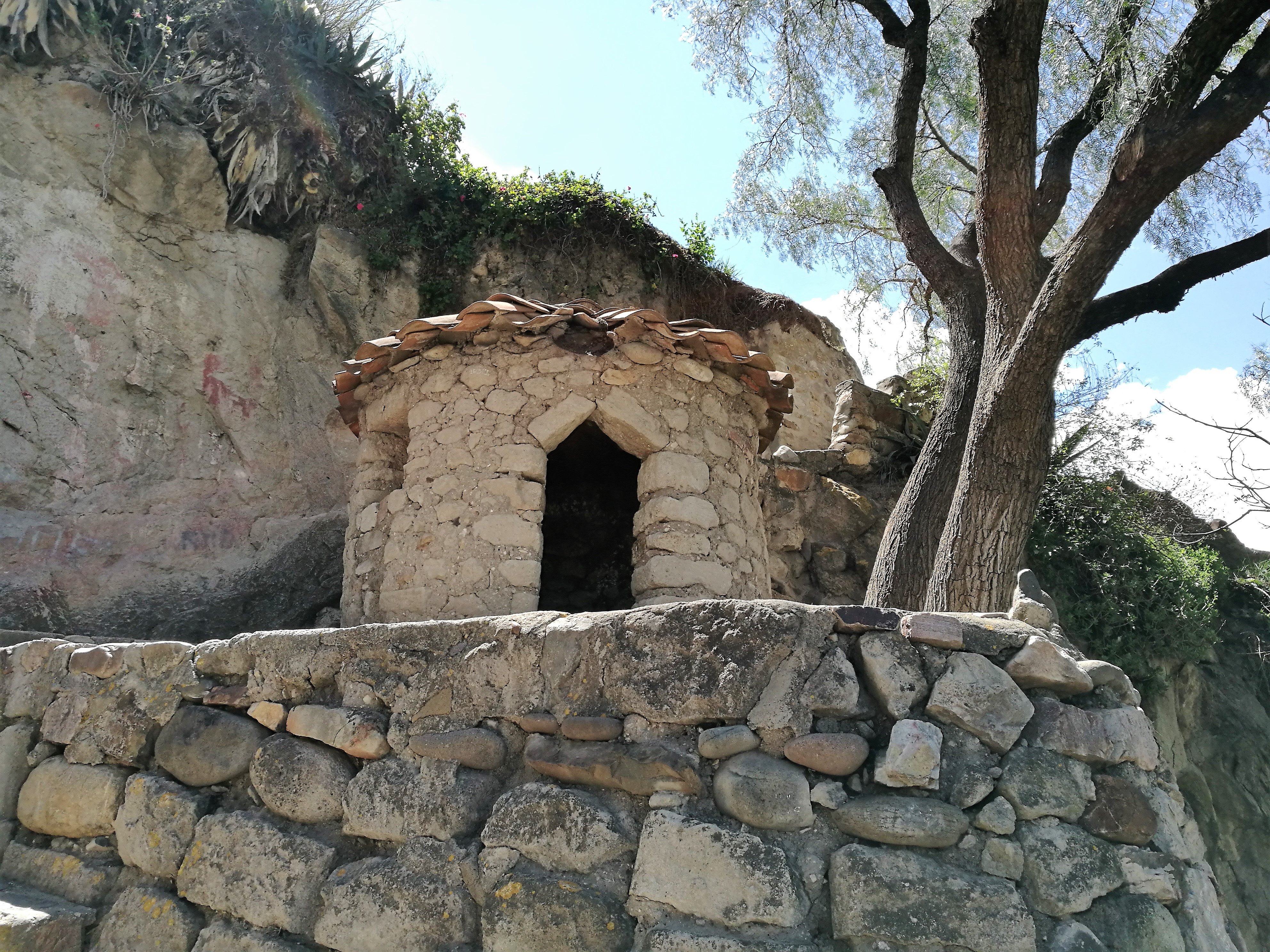
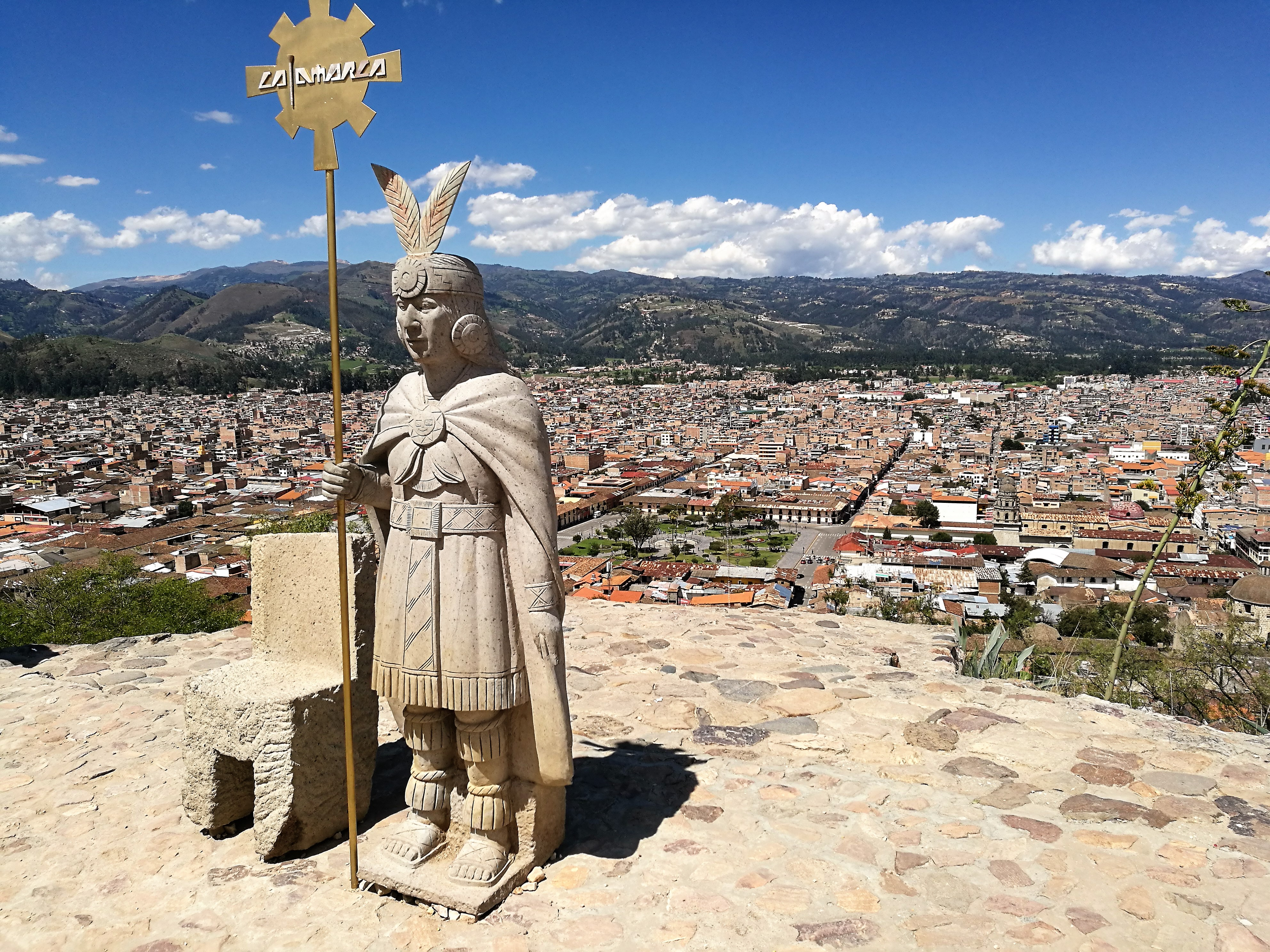
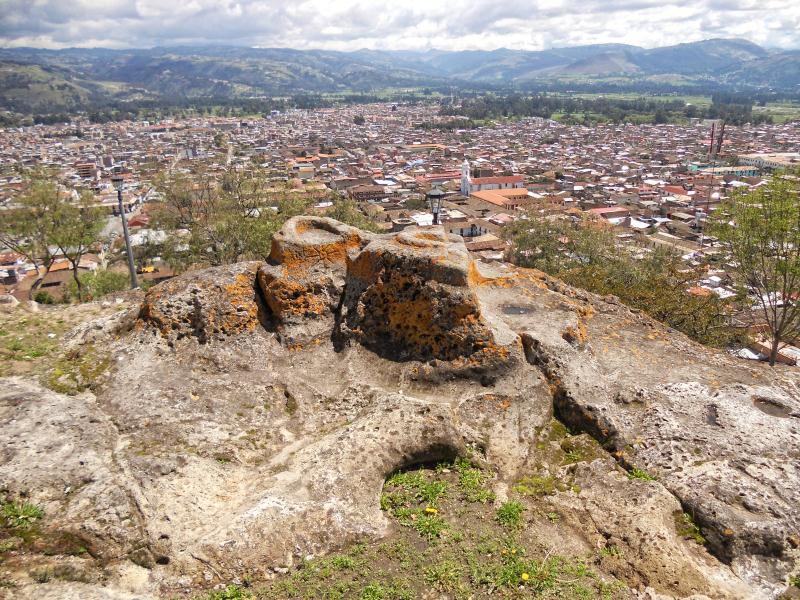